# Laura González Flores
Laura González Flores (México, 1962) es una investigadora, curadora y artista mexicana especialista en estudios críticos sobre la fotografía, el arte contemporáneo y estudios de la Imagen. Ha hecho numerosas aportaciones de carácter teórico, docente y de investigación crítica sobre la fotografía e Imagen en el arte contemporáneo.

## Investigación
Es doctora en Bellas Artes por la Universidad de Barcelona (1998) y obtuvo una distinción académica sobresaliente Cum Laude, también es maestra en Artes por la Escuela del Instituto de Arte de Chicago.
Desde 1999 es Investigadora en el Sistema Nacional de Investigadores. Es integrante de la mesa directiva de la Fundación Cultural Mariana Yampolsky y el Consejo Consultivo del Sistema Nacional de Fototecas del Instituto Nacional de Antropología e Historia.
Es investigadora Titular A en el Instituto de Investigaciones Estéticas de la UNAM. Durante su trayectoria como investigadora y crítica del Arte ha publicado diversos artículos académicos y libros como: Pintura y Fotografía. ¿Dos medios diferentes?, La fotografía ha muerto, ¡viva la fotografía!, Edward Weston  Harry Callahan y Manuel Álvarez Bravo.

## Proyectos curatoriales
- Manuel Álvarez Bravo (Jeu de Paume, París, 2012), a través del Instituto Cultural México, París.
- Edward Weston / Harry Callahan (PhotoEspaña, Círculo de Bellas Artes de Madrid, 2013)
- Hacia los márgenes. Tomás Montero Torres. Fotoperiodismo de oposición (Centro Cultural Universitario Tlatelolco, Ciudad de México, 2015)
- Marco Antonio Cruz (Centro de la Imagen, Ciudad de México, 2017)
- Hector García. Ciudad Vorágine (Centro de la Imagen, Ciudad de México, 2023)